# Jindřich I. Kyperský
Jindřich I. Kyperský z rodu Lusignanů zvaný Tlustý (francouzsky Henri I le Gros de Lusignan, řecky Ερρίκος Α' της Κύπρου, 3. května 1217 – 18. ledna 1253, Nikósie) byl v letech 1218 až 1253 kyperským králem. Jeho otcem byl král Hugo I. a matkou Alice ze Champagne. Jindřich se stal králem již roku 1218, když zemřel jeho otec, bylo mu osm měsíců. Protože nemohl vládnout, stala se jeho matka regentkou království. Jindřich I. byl korunován v katedrále svaté Sofie v Nikósii.
Během své vlády Jindřich sloužil jako regent Jeruzalémského království za nezletilého krále Konráda II., který žil v Evropě.
Po Jindřichově smrti roku 1253 se jeho nástupcem na kyperský trůn stal jeho syn Hugo, který vládl jako Hugo II. Král byl pohřben v templářském kostele v Nikósii.
Jindřich I. byl ženatý celkem třikrát:
1. Alice z Montferratu (1210/1215 – 1232/1233), dcera markýze Viléma VI. z Montferratu. Svatba proběhla v květnu 1229 a z manželství nevzešli potomci.
2. Stephanie z Lampronu (1220/1225 – duben 1249), dcera Konstantina z Lampronu, regenta Arménského království. Svatba proběhla někdy v letech 1237/1238. Manželství bylo bez potomků.
3. Plaisance z Antiochie (1235 – září 1261), dcera knížete Bohemunda V., Plaisance a Jindřich měli syna-nástupce Huga II.